# DDR-Bestenermittlung im Frauenfußball 1981
Die 3. DDR-Bestenermittlung des DFV im Frauenfußball fand 1981 statt.  Der Wettbewerb begann am 29. August 1981 mit der Vorrunde und endete am 27. September 1981 mit dem ersten Titelgewinn der BSG Turbine Potsdam.

## Teilnehmende Mannschaften
Nahezu 360 Mannschaften hatten an den Spielen um die 14 Bezirksmeisterschaften der DDR-Bezirke und der Ost-Berliner Meisterschaft teilgenommen.
Für die Vorrunde der DDR-Bestenermittlung qualifizierten sich folgende vierzehn Bezirksmeister und der Meister aus Ost-Berlin:
| - Bezirk Rostock BSG Post Rostock - Bezirk Schwerin BSG Aufbau Schwerin - Bezirk Neubrandenburg BSG Einheit Strasburg - Bezirk Potsdam BSG Turbine Potsdam - Ost-Berlin BSG EAB 47 Berlin | - Bezirk Frankfurt (Oder) BSG Chemie PCK Schwedt - Bezirk Magdeburg BSG Aktivist Stendal - Bezirk Halle BSG Chemie Wolfen - Bezirk Leipzig BSG Chemie Leipzig - Bezirk Cottbus BSG Aktivist Schwarze Pumpe | - Bezirk Dresden BSG Aufbau Dresden-Ost - Bezirk Karl-Marx-Stadt BSG Numerik Karl-Marx-Stadt - Bezirk Erfurt BSG Fortschritt Erfurt - Bezirk Gera BSG Modedruck Gera - Bezirk Suhl BSG Aufbau Pferdsdorf |

## Modus
In der Vorrunde wurden fünf Gruppen mit je drei Mannschaften nach möglichst territorialen Gesichtspunkten gebildet, die jeweils in einem Turnier nach dem Modus „Jeder gegen Jeden“ den Teilnehmer für die Endrunde ausspielten. Im Endrunden-Turnier ermittelten dann die fünf Gruppensieger wieder nach dem Modus „Jeder gegen Jeden“ à zweimal 20 Minuten den dritten Titelträger im DDR-Frauenfußball.

## Vorrunde

### Gruppe 1
Die Spiele der Gruppe 1 wurden am 6. September 1981 in Rostock auf dem Postsportplatz ausgetragen.
|                     | Ergebnis |                     |
| ------------------- | -------- | ------------------- |
| BSG Post Rostock    | 4:0      | BSG Aufbau Schwerin |
| BSG EAB 47 Berlin   | 1:0      | BSG Post Rostock    |
| BSG Aufbau Schwerin | 0:3      | BSG EAB 47 Berlin   |

Abschlusstabelle
| Pl. | Mannschaft          | Sp. | S | U | N | Tore    | Diff. | Punkte |
| --- | ------------------- | --- | - | - | - | ------- | ----- | ------ |
| 1.  | BSG EAB 47 Berlin   | 2   | 2 | 0 | 0 | 004:000 | +4    | 04:0   |
| 2.  | BSG Post Rostock    | 2   | 1 | 0 | 1 | 004:100 | +3    | 02:20  |
| 3.  | BSG Aufbau Schwerin | 2   | 0 | 0 | 2 | 000:700 | −7    | 0:40   |

### Gruppe 2
Die Spiele der Gruppe 2 wurden am 6. September 1981 im Sportzentrum von Hagenwerder ausgetragen.
|                             | Ergebnis |                             |
| --------------------------- | -------- | --------------------------- |
| BSG Aufbau Dresden-Ost      | 6:1      | BSG Aktivist Schwarze Pumpe |
| BSG Chemie PCK Schwedt      | 3:4      | BSG Aufbau Dresden-Ost      |
| BSG Aktivist Schwarze Pumpe | 0:3      | BSG Chemie PCK Schwedt      |

Abschlusstabelle
| Pl. | Mannschaft                  | Sp. | S | U | N | Tore    | Diff. | Punkte |
| --- | --------------------------- | --- | - | - | - | ------- | ----- | ------ |
| 1.  | BSG Aufbau Dresden-Ost      | 2   | 2 | 0 | 0 | 010:400 | +6    | 04:0   |
| 2.  | BSG Chemie PCK Schwedt      | 2   | 1 | 0 | 1 | 006:400 | +2    | 02:20  |
| 3.  | BSG Aktivist Schwarze Pumpe | 2   | 0 | 0 | 2 | 001:900 | −8    | 0:40   |

### Gruppe 3
Die Spiele der Gruppe 3 wurden am 6. September 1981 im Sportforum von Havelberg ausgetragen.
|                       | Ergebnis |                       |
| --------------------- | -------- | --------------------- |
| BSG Aktivist Stendal  | 0:7      | BSG Turbine Potsdam   |
| BSG Einheit Strasburg | 1:0      | BSG Aktivist Stendal  |
| BSG Turbine Potsdam   | 4:0      | BSG Einheit Strasburg |

Abschlusstabelle
| Pl. | Mannschaft            | Sp. | S | U | N | Tore    | Diff. | Punkte |
| --- | --------------------- | --- | - | - | - | ------- | ----- | ------ |
| 1.  | BSG Turbine Potsdam   | 2   | 2 | 0 | 0 | 011:000 | +11   | 04:0   |
| 2.  | BSG Einheit Strasburg | 2   | 1 | 0 | 1 | 001:400 | −3    | 02:20  |
| 3.  | BSG Aktivist Stendal  | 2   | 0 | 0 | 2 | 000:800 | −8    | 0:40   |

### Gruppe 4
Die Spiele der Gruppe 4 wurden am 29. August 1981 in Leipzig auf dem Postsportplatz ausgetragen.
|                        | Ergebnis |                        |
| ---------------------- | -------- | ---------------------- |
| BSG Chemie Leipzig     | 6:0      | BSG Modedruck Gera     |
| BSG Fortschritt Erfurt | 0:2      | BSG Chemie Leipzig     |
| BSG Modedruck Gera     | 2:1      | BSG Fortschritt Erfurt |

Abschlusstabelle
| Pl. | Mannschaft             | Sp. | S | U | N | Tore    | Diff. | Punkte |
| --- | ---------------------- | --- | - | - | - | ------- | ----- | ------ |
| 1.  | BSG Chemie Leipzig     | 2   | 2 | 0 | 0 | 008:000 | +8    | 04:0   |
| 2.  | BSG Modedruck Gera     | 2   | 1 | 0 | 1 | 002:700 | −5    | 02:20  |
| 3.  | BSG Fortschritt Erfurt | 2   | 0 | 0 | 2 | 001:400 | −3    | 0:40   |

### Gruppe 5
Die Spiele der Gruppe 5 wurden am 6. September 1981 im Burgsee-Stadion von Bad Salzungen ausgetragen.
|                             | Ergebnis |                             |
| --------------------------- | -------- | --------------------------- |
| BSG Numerik Karl-Marx-Stadt | 1:1      | BSG Aufbau Pferdsdorf       |
| BSG Chemie Wolfen           | 5:1      | BSG Numerik Karl-Marx-Stadt |
| BSG Aufbau Pferdsdorf       | 0:4      | BSG Chemie Wolfen           |

Abschlusstabelle
| Pl. | Mannschaft                  | Sp. | S | U | N | Tore    | Diff. | Punkte |
| --- | --------------------------- | --- | - | - | - | ------- | ----- | ------ |
| 1.  | BSG Chemie Wolfen           | 2   | 2 | 0 | 0 | 009:100 | +8    | 04:0   |
| 2.  | BSG Aufbau Pferdsdorf       | 2   | 0 | 1 | 1 | 001:500 | −4    | 01:30  |
| 3.  | BSG Numerik Karl-Marx-Stadt | 2   | 0 | 1 | 1 | 002:600 | −4    | 01:30  |

## Endrunde

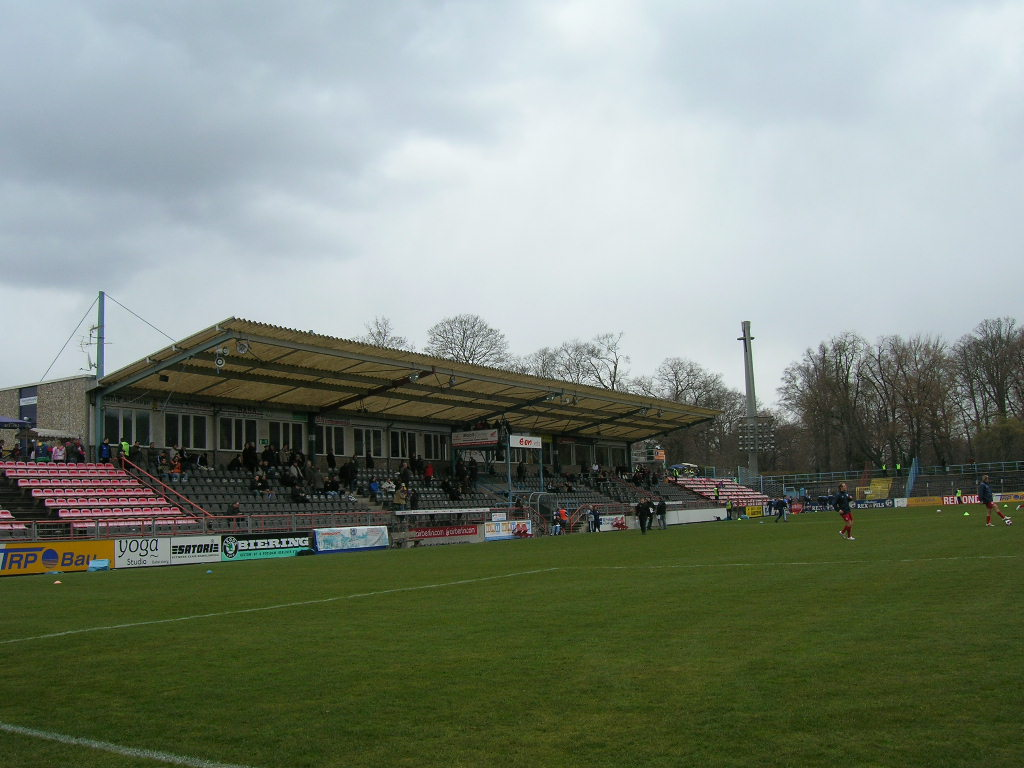
Karl-Liebknecht-Stadion

Die Endrunde fand vom 26. bis 27. September 1981 im Karl-Liebknecht-Stadion in Potsdam-Babelsberg vor 3.900 Zuschauern statt. Das Turnier mit den fünf teilnehmenden Mannschaften wurde im Modus „Jeder-gegen-jeden“ in zehn Spielen à zweimal 20 Minuten ausgetragen.

### Spiele
| Samstag, 26. September 1981 ab 13.45 Uhr |     |                        |
| BSG Chemie Leipzig                       | 1:0 | BSG Chemie Wolfen      |
| BSG Turbine Potsdam                      | 5:0 | BSG EAB 47 Berlin      |
| BSG Aufbau Dresden-Ost                   | 1:0 | BSG Chemie Leipzig     |
| BSG Chemie Wolfen                        | 1:2 | BSG Turbine Potsdam    |
| BSG EAB 47 Berlin                        | 3:2 | BSG Aufbau Dresden-Ost |
| Sonntag, 27. September 1981 ab 13.00 Uhr |     |                        |
| BSG Chemie Leipzig                       | 0:3 | BSG Turbine Potsdam    |
| BSG Chemie Wolfen                        | 2:0 | BSG EAB 47 Berlin      |
| BSG Turbine Potsdam                      | 1:0 | BSG Aufbau Dresden-Ost |
| BSG EAB 47 Berlin                        | 0:2 | BSG Chemie Leipzig     |
| BSG Aufbau Dresden-Ost                   | 1:2 | BSG Chemie Wolfen      |

### Abschlusstabelle
| Pl. | Mannschaft             | Sp. | S | U | N | Tore    | Diff. | Punkte |
| --- | ---------------------- | --- | - | - | - | ------- | ----- | ------ |
| 1.  | BSG Turbine Potsdam    | 4   | 4 | 0 | 0 | 011:100 | +10   | 08:0   |
| 2.  | BSG Chemie Wolfen      | 4   | 2 | 0 | 2 | 005:400 | +1    | 04:40  |
| 3.  | BSG Chemie Leipzig     | 4   | 2 | 0 | 2 | 003:400 | −1    | 04:40  |
| 4.  | BSG Aufbau Dresden-Ost | 4   | 1 | 0 | 3 | 004:600 | −2    | 02:60  |
| 5.  | BSG EAB 47 Berlin      | 4   | 1 | 0 | 3 | 003:110 | −8    | 02:60  |

### Torschützenkönigin
|    | Spielerin     | Mannschaft          | Tore |
| -- | ------------- | ------------------- | ---- |
| 1. | Andrea Funke  | BSG Turbine Potsdam | 3    |
| 1. | Heike Plagge  | BSG Turbine Potsdam | 3    |
| 1. | Beate Carolin | BSG Chemie Leipzig  | 3    |

## Siegermannschaft
| 1.                           | BSG Turbine Potsdam |
| Logo der BSG Turbine Potsdam | - Spielerinnen: Marianne Fritze, Dana Neithardt, Elke Mertens , Martina Hoffmeister, Doris Schmidt, Erika Henning, Andrea Funke, Heike Braune, Sabine Seidel, Michaela Grüner, Heike Plagge, Ines Nichelmann, Gisela Liedemann, Carola Kopsch, Sylvia Lessig - Übungsleiter: Bernd Schröder |